# Dead Space (film)
Spațiu mort (titlu original: Dead Space) este un film american SF de groază din 1991 regizat de Fred Gallo. Scenariul este realizat de Catherine Cyran. Rolurile principale au fost interpretate de actorii Marc Singer, Laura Mae Tate și Bryan Cranston.

## Prezentare
Membrii echipajului de pe o stație spațială ce orbitează în jurul planetei Saturn se confruntă un virus ucigaș.

## Distribuție
- Marc Singer	...	Commander Steve Krieger
- Laura Mae Tate	...	Dr. Marissa Salinger (as Laura Tate)
- Bryan Cranston	...	Dr. Frank Darden
- Judith Chapman	...	Dr. Emily Stote
- Randy Reinholz	...	Tim
- Frank Roman	...	Sal Dickens
- Lori Lively	...	Jill Tollman
- Greg Blanchard	...	Joe
- Rodger Halston 	...	Tinpan (ca Rodger Hall)
- Liz Rogers	...	Devon Latham

## Lansare
A avut premiera la 21 ianuarie 1991 în Statele Unite.
În 2010 Shout! Factory a lansat filmul pe DVD, într-un pachet alături de filmul The Terror Within ca parte a unei Colecții de Filme Clasice Idol de Roger Corman.